# Fraillicourt
Fraillicourt település Franciaországban, Ardennes megyében. Lakosainak száma 171 fő (2022. január 1.). Fraillicourt Raillimont, Rozoy-sur-Serre, Chaumont-Porcien, Renneville, Seraincourt és Vaux-lès-Rubigny községekkel határos.

## Népesség
A település népességének változása:
| Lakosok száma | 300  | 226  | 212  | 217  | 183  | 184  | 189  | 186  | 184  | 171  |
|               | 1968 | 1982 | 1990 | 2006 | 2013 | 2015 | 2017 | 2019 | 2020 | 2022 |